# Rat Boy
Rat Boy (eigentlicher Name Jordan Cardy) ist ein englischer Musiker aus Chelmsford, der für seine Mischung aus Punkrock und Hip-Hop bekannt ist. 2016 wurde er als Newcomer entdeckt und im Jahr darauf war er mit seinem Album Scum in den Charts.

## Biografie
Jordan Cardy stammt aus Essex. Nach dem Besuch einer Kunstschule wollte er ursprünglich in seiner Heimatstadt Chelmsford eine Punkband gründen. Als ihm das nicht gelang, startete er das Soloprojekt Rat Boy. Er stellte ein Mixtape zusammen, auf dem er Punk mit Hip-Hop und Reggae mischte, und fand innerhalb eines Jahres ein Plattenlabel. Bei Parlophone erschien 2015 auch seine erste Single Sign On. Die Musikpresse wurde auf ihn aufmerksam und setzte ihn auf die Listen von BBC Sound of 2016 und MTV Brand New in Erwartung seines bevorstehenden Durchbruchs. Bei NME gewann er sogar in der Kategorie Best New Artist.
Dennoch zog sich die Veröffentlichung eines Albums hin. Es erschienen einige Singles und die EP Get Over It, bevor im Sommer 2017 sein Albumdebüt mit dem Titel Scum veröffentlicht wurde. Damit schaffte er den Einstieg auf Platz 15 der britischen Charts. Nach einem Tourjahr folgte 2019 bereits das zweite Album Internationally Unknown produziert von Tim Armstrong. Es konnte aber den Charterfolg nicht wiederholen.
Seit 2019 wuchs Rat Boy zu einer Band an. Die Tournmusiker Liam Haygarth (Bass), Harry Todd (Gitarre) und Noah Booth (Schlagzeug) unterstützen Cardy nun und 2023 wurde die Entscheidung getroffen, das Projekt als vollwertige Band weiterzuführen. Mit dem stark vom Ska und Britpop beeinflussten Album Suburbia Calling erschien die erste Veröffentlichung in dieser Besetzung über Hellcat Records.

## Diskografie
Alben
- The MixTape (Mixtape, 2014)
- Get Over It (EP, 2016)
- Scum (2017)
- Internationally Unknown (2019)
- Suburbia Calling (2024)

Lieder
- Sign On (2015)
- Fake ID (2015)
- Move (2016)
- Get Over It (2016)
- Cash in Hand (2016)
- Lovers Law (2016)
- Revolution (2017)
- Laidback (2017)
- Be My Anime (2018)
- Don’t Hesitate (2019)
- Truth of the Youth (2019)
- Government Vacation (2020)
- Money on Dust (2020)
- Brave New World (2020)